# Olivier Chantreau

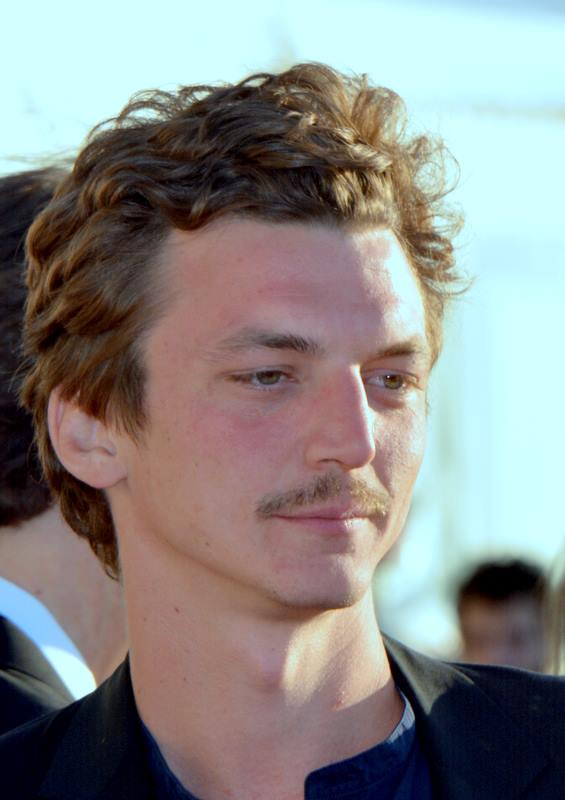
O ator no Festival de Cabourg

Olivier Chantreau (, 1986) é um ator francês.
Entre seus trabalhos de destaques estão os filmes Les Lyonnais e The Love Punch, o telefilme Vermelho Brasil e as séries Plus belle la vie, Coeur Océan, Les Petits Meurtres d'Agatha Christie e Spiral.